# 오카촌 (야마나시현)
오카촌(岡村)은 야마나시현 히가시야쓰시로군에 있던 촌이다. 현재의 후에후키시에 해당한다.

## 역사
- 1889년 7월 1일 - 정촌제 시행에 의해 근세이후의 오카촌이 단독으로 지자체를 형성하였다.
- 1941년 2월 11일 - 미나미야쓰시로촌, 기타야쓰시로촌, 고케촌, 스마다촌과 합병해 야쓰시로촌이 성립하여, 동일 오카촌은 폐지되었다.

## 참고문헌
- 角川日本地名大辞典 19 山梨県